# TCR Asia Series 2016
La stagione 2016 delle TCR Asia Series è stata la second edizione del campionato cadetto delle TCR International Series. È iniziata il 15 maggio in Corea ed è terminata il 20 novembre a Macao. Andy Yan, su Volkswagen Golf GTI TCR, si è aggiudicato il titolo piloti, mentre la sua scuderia, il Liqui Moly Team Engstler, si è aggiudicata il titolo scuderie.

## Piloti e scuderie
| Scuderia                 | Vettura                 | #  | Pilota                | Gare    |
| ------------------------ | ----------------------- | -- | --------------------- | ------- |
| Viper Niza Racing        | SEAT León Cup Racer     | 1  | Roelof Bruins         | 1       |
| Viper Niza Racing        | SEAT León TCR           | 65 | Douglas Khoo          | 1-5     |
| Liqui Moly Team Engstler | Volkswagen Golf GTI TCR | 3  | Andy Yan              | 1-5     |
| Liqui Moly Team Engstler | Volkswagen Golf GTI TCR | 68 | Filipe de Souza       | 1-4     |
| TeamWork Motorsport      | Volkswagen Golf GTI TCR | 7  | Bill O'Brien          | 1-5     |
| TeamWork Motorsport      | Volkswagen Golf GTI TCR | 8  | Kevin Tse             | 1-5     |
| Team Thailand            | Honda Civic TCR         | 9  | Tin Sritrai           | 1-5     |
| Vattana Motorsport       | Honda Civic TCR         | 13 | Narasak Ittiritpong   | 2       |
| Vattana Motorsport       | SEAT León Cup Racer     | 44 | Jack Lemvard          | 2       |
| Son Veng Racing Team     | Volkswagen Golf GTI TCR | 14 | Neric Wei             | 3, 5    |
| Roadstar Racing          | SEAT León Cup Racer     | 17 | Terence Tse           | 1-3, 5  |
| Roadstar Racing          | SEAT León Cup Racer     | 22 | Yu Kam Cheong         | 1       |
| Roadstar Racing          | SEAT León Cup Racer     | 78 | Kenneth Ma            | 2       |
| FRD HK Racing            | Ford Focus ST           | 78 | Kenneth Ma            | 3, 5    |
| Champ Motorsport         | Honda Civic TCR         | 38 | Michael Ho            | 1, 3, 5 |
| Champ Motorsport         | Honda Civic TCR         | 88 | Henry Ho              | 1-3     |
| TBN MK Ihere Racing Team | Honda Civic TCR         | 66 | Nattachak Hanjitkasen | 2       |
| Sloth Racing             | SEAT León Cup Racer     | 97 | Paritat Bulbon        | 2       |
| Asia Racing Team         | SEAT León TCR           | 97 | Edgar Lau             | 5       |

## Calendario
| Gara | Gara | Circuito                           | Data        | Supporto                                            |
| ---- | ---- | ---------------------------------- | ----------- | --------------------------------------------------- |
| 1    | G1   | Circuito internazionale di Corea   | 15 maggio   | GT Asia Series                                      |
| 1    | G2   | Circuito internazionale di Corea   | 15 maggio   | GT Asia Series                                      |
| 2    | G3   | Circuito Internazionale di Buriram | 12 giugno   | GT Asia Series                                      |
| 2    | G4   | Circuito Internazionale di Buriram | 12 giugno   | GT Asia Series                                      |
| 3    | G5   | Circuito di Shanghai               | 21 agosto   | GT Asia Series                                      |
| 3    | G6   | Circuito di Shanghai               | 21 agosto   | GT Asia Series                                      |
| 4    | G7   | Circuito di Sepang                 | 1º ottobre  | Formula 1 TCR International Series                  |
| 4    | G8   | Circuito di Sepang                 | 2 ottobre   | Formula 1 TCR International Series                  |
| 5    | G9   | Circuito da Guia                   | 20 novembre | Formula 1 FIA GT World Cup TCR International Series |
| 5    | G10  | Circuito da Guia                   | 20 novembre | Formula 1 FIA GT World Cup TCR International Series |

## Risultati e classifiche

### Gare
| Rnd. | Rnd. | Circuito | Pole position | Giro veloce | Pilota vincitore | Scuderia vincitrice      |
| ---- | ---- | -------- | ------------- | ----------- | ---------------- | ------------------------ |
| 1    | 1    | Corea    | Tin Sritrai   | Tin Sritrai | Roelof Bruins    | Viper Niza Racing        |
| 1    | 2    | Corea    |               | Andy Yan    | Tin Sritrai      | Team Thailand            |
| 2    | 3    | Chang    | Andy Yan      | Andy Yan    | Andy Yan         | Liqui Moly Team Engstler |
| 2    | 4    | Chang    |               | Andy Yan    | Andy Yan         | Liqui Moly Team Engstler |
| 3    | 5    | Shanghai | Tin Sritrai   | Tin Sritrai | Andy Yan         | Liqui Moly Team Engstler |
| 3    | 6    | Shanghai |               | Andy Yan    | Andy Yan         | Liqui Moly Team Engstler |
| 4    | 7    | Sepang   | Tin Sritrai   | Kevin Tse   | Kevin Tse        | TeamWork Motorsport      |
| 4    | 8    | Sepang   |               | Tin Sritrai | Andy Yan         | Liqui Moly Team Engstler |
| 5    | 9    | Macao    | Andy Yan      | Edgar Lau   | Tin Sritrai      | Team Thailand            |
| 5    | 10   | Macao    |               | Andy Yan    | Andy Yan         | Liqui Moly Team Engstler |

### Classifiche

#### Classifica piloti
| Pos.                                | Pilota                | COR | COR | BUR | BUR | SHA | SHA | SEP | SEP | MAC | MAC | Punti |
| ----------------------------------- | --------------------- | --- | --- | --- | --- | --- | --- | --- | --- | --- | --- | ----- |
| 1                                   | Andy Yan              | 2   | 2   | 1   | 1   | 1   | 1   | 2   | 1   | 3   | 1   | 220   |
| 2                                   | Kevin Tse             | 6   | 4   | 7   | 2   | 4   | 2   | 1   | 2   | 2   | Rit | 138   |
| 3                                   | Tin Sritrai           | 4   | 1   | Rit | Rit | 2   | Rit | Rit | 3   | 1   | 2   | 111   |
| 4                                   | Filipe de Souza       | 7   | 5   | 5   | 4   | 5   | 3   | 3   | 4   |     |     | 93    |
| 5                                   | Henry Ho              | 3   | 6   | 4   | 3   | 3   | Rit |     |     |     |     | 70    |
| 6                                   | Roelof Bruins         | 1   | 3   |     |     |     |     |     |     |     |     | 41    |
| 7                                   | Douglas Khoo          | 11  | 9   | 8   | 8   | 9   | Rit | 4   | 5   | NQ  | NQ  | 34    |
| 8                                   | Bill O'Brien          | 10  | 11  | 11  | 10  | 8   | 6   | 5   | 6   | NQ  | NQ  | 33    |
| 9                                   | Jack Lemvard          |     |     | 2   | 5   |     |     |     |     |     |     | 31    |
| 10                                  | Terence Tse           | 8   | 8   | 9   | 9   | 7   | 5   |     |     | NQ  | NQ  | 28    |
| 11                                  | Neric Wei             |     |     |     |     | 6   | 4   |     |     |     |     | 20    |
| 12                                  | Michael Ho            | 5   | 7   |     |     | NP  | Rit |     |     |     |     | 18    |
| 13                                  | Narasak Ittiritpong   |     |     | 3   | Rit |     |     |     |     |     |     | 17    |
| 14                                  | Nattachak Hanjitkasen |     |     | 6   | 6   |     |     |     |     |     |     | 16    |
| 15                                  | Paritat Bulbon        |     |     | 10  | 7   |     |     |     |     |     |     | 7     |
| 16                                  | Yu Kam Cheong         | 9   | 10  |     |     |     |     |     |     |     |     | 3     |
| 16                                  | Kenneth Ma            |     |     | Rit | 11  | NP  | NP  |     |     | NQ  | NQ  | 0     |
| Piloti ineleggibili a segnare punti |                       |     |     |     |     |     |     |     |     |     |     |       |
|                                     | Edgar Lau             |     |     |     |     |     |     |     |     | 9   | 13  |       |
|                                     | Neric Wei             |     |     |     |     |     |     |     |     | 12  | 16  |       |
| Pos.                                | Pilota                | COR | COR | BUR | BUR | SHA | SHA | SEP | SEP | MAC | MAC | Punti |

| Colore  | Risultato             |
| ------- | --------------------- |
| Oro     | Vincitore             |
| Argento | 2º posto              |
| Bronzo  | 3º posto              |
| Verde   | Finito a punti        |
| Blu     | Finito senza punti    |
| Viola   | Ritirato (Rit)        |
| Viola   | Non classificato (NC) |
| Rosso   | Non qualificato (NQ)  |
| Nero    | Squalificato (SQ)     |
| Bianco  | Non partito (NP)      |
| Bianco  | Non ha gareggiato     |
| Bianco  | Infortunato (INF)     |
| Bianco  | Escluso (ES)          |
| Bianco  | Gara cancellata (C)   |

#### Classifica scuderie
| Pos.                                  | Scuderia                 | COR | COR | BUR | BUR | SHA | SHA | SEP | SEP | MAC | MAC | Punti |
| ------------------------------------- | ------------------------ | --- | --- | --- | --- | --- | --- | --- | --- | --- | --- | ----- |
| 1                                     | Liqui Moly Team Engstler | 2   | 2   | 1   | 1   | 1   | 1   | 2   | 1   | 3   | 1   | 313   |
| 1                                     | Liqui Moly Team Engstler | 7   | 5   | 5   | 4   | 5   | 3   | 3   | 4   |     |     | 313   |
| 2                                     | TeamWork Motorsport      | 6   | 4   | 7   | 2   | 4   | 2   | 1   | 2   | 2   | Rit | 171   |
| 2                                     | TeamWork Motorsport      | 10  | 11  | 11  | 10  | 8   | 6   | 5   | 6   | NQ  | NQ  | 171   |
| 3                                     | Team Thailand            | 4   | 1   | Rit | Rit | 2   | Rit | Rit | 3   | 1   | 2   | 111   |
| 4                                     | Champ Motorsport         | 3   | 6   | 4   | 3   | 3   | Rit |     |     |     |     | 88    |
| 4                                     | Champ Motorsport         | 5   | 7   |     |     | NP  | Rit |     |     |     |     | 88    |
| 5                                     | Viper Niza Racing        | 1   | 3   | 8   | 8   | 9   | Rit | 4   | 5   | NQ  | NQ  | 75    |
| 5                                     | Viper Niza Racing        | 11  | 9   |     |     |     |     |     |     |     |     | 75    |
| 6                                     | Vattana Motorsport       |     |     | 2   | 5   |     |     |     |     |     |     | 48    |
| 6                                     | Vattana Motorsport       |     |     | 3   | Rit |     |     |     |     |     |     | 48    |
| 7                                     | Roadstar Racing          | 8   | 8   | 9   | 9   | 7   | 5   |     |     | NQ  | NQ  | 31    |
| 7                                     | Roadstar Racing          | 9   | 10  | Rit | 11  |     |     |     |     |     |     | 31    |
| 8                                     | Son Veng Racing Team     |     |     |     |     | 6   | 4   |     |     |     |     | 20    |
| 9                                     | TBN MK Ihere Racing Team |     |     | 6   | 6   |     |     |     |     |     |     | 16    |
| 10                                    | Sloth Racing             |     |     | 10  | 7   |     |     |     |     |     |     | 7     |
| 10                                    | FRD Racing Team          |     |     |     |     | NP  | NP  |     |     | NQ  | NQ  | 0     |
| Scuderie ineleggibili a segnare punti |                          |     |     |     |     |     |     |     |     |     |     |       |
|                                       | Asia Racing Team         |     |     |     |     |     |     |     |     | 9   | 13  |       |
|                                       | Son Veng Racing Team     |     |     |     |     |     |     |     |     | 12  | 16  |       |
| Pos.                                  | Scuderia                 | COR | COR | BUR | BUR | SHA | SHA | SEP | SEP | MAC | MAC | Punti |

| Colore  | Risultato             |
| ------- | --------------------- |
| Oro     | Vincitore             |
| Argento | 2º posto              |
| Bronzo  | 3º posto              |
| Verde   | Finito a punti        |
| Blu     | Finito senza punti    |
| Viola   | Ritirato (Rit)        |
| Viola   | Non classificato (NC) |
| Rosso   | Non qualificato (NQ)  |
| Nero    | Squalificato (SQ)     |
| Bianco  | Non partito (NP)      |
| Bianco  | Non ha gareggiato     |
| Bianco  | Infortunato (INF)     |
| Bianco  | Escluso (ES)          |
| Bianco  | Gara cancellata (C)   |